# Blanc honoraire

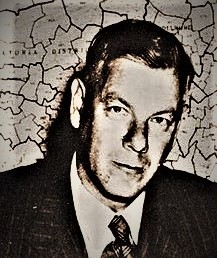
Verwoerd Transvaler

Blanc honoraire était un statut dérogatoire aux lois de l'Apartheid accordé par l'Afrique du Sud à certaines personnes non-blanches, entre 1948 et 1991. Ce statut permettait aux personnes, ou au groupes de populations visés, d'être traités identiquement aux blancs (même accès aux logements et lieux publics) et de ne pas subir en particulier les restrictions du Group Areas Act. Ce statut fut notamment accordé aux résidents (ou visiteurs) japonais à partir des années 1960, taïwanais (années 1970), hongkongais et coréens.

## Japonais
Les Japonais furent les principaux bénéficiaires de ce statut. Cela fait suite à un accord commercial important signé dans les années 1960, par lequel Yawata Iron & Steel Co (aujourd'hui Nippon Steel) s'engageait à acheter en Afrique du Sud 5 millions de tonnes de fonte brute par an pendant 10 ans. Un accord aussi important impliquait des visites régulières de cadres japonais dans le pays, le premier ministre Hendrik Verwoerd estima qu'il serait peu commercial de les soumettre aux mêmes restrictions que les autres gens de couleur.
Dès lors, fut accordé à tous les Japonais le titre de blancs honoraires, ce qui leur donnait par exemple accès aux beaux-quartiers, restaurants, cinémas et parcs réservés aux blancs.

## Chinois
Les Chinois, moins nombreux dans le pays que les Japonais (7 000 vers cette époque) ressentirent le privilège accordé aux Japonais comme une injustice franche et massive.
En 1984, finalement, les  Chinois résidant en Afrique du Sud (devenus 10 000 entre-temps) se voient enfin accorder le même statut que les Japonais.

## Autres Asiatiques
À la fin du régime d'apartheid, nombre de travailleurs venant d'Asie (Taiwan, Corée...) reçurent ce statut.

## Cas particuliers
Des personnes reçurent individuellement ce statut. Ce fut notamment le cas de joueurs d'origine maori ou samoane jouant dans l'équipe des All Blacks ; ce statut leur permettait de jouer contre l'équipe (blanche) d'Afrique du Sud, les Springboks. Même principe pour l'équipe indienne de cricket, ou pour Evonne Goolagong Cawley, joueuse de tennis australienne d'origine aborigène.
L'écrivain noir guyanien E. R. Braithwaite (en) bénéficia aussi de ce statut, ce qui lui inspira un livre : “Honorary white” : a visit to South Africa.
Les représentants de la Banque Mondiale et du FMI, même les ressortissants d'Afrique subsaharienne, bénéficiaient également de ce statut.[réf. nécessaire]